# Žuži Jelinek
Žuži Jelinek, născută Suzana Ferber, (n. 17 iulie 1920, Budapesta, Regatul Ungariei – d. 23 ianuarie 2016, Zagreb, Croația) a fost o stilistă de modă, designer și scriitoare croată, născută maghiară.

## Primii ani
Jelinek s-a născut în 1920 în Budapesta într-o familie de evrei săraci, fiică a lui Izidor și Ruza Ferber, fiind cea mai tânără dintre cei trei copii. Tatăl ei și-a schimbat numele de familie din Farber în Ferber. Bunicul lui Jelinek, din partea tatălui, a fost Moritz Farber, un negustor de textile din Ludbreg. Ambii părinți au fost surdo-muți, tatăl ei fiind din Ludberg, iar mama ei din Ungaria. S-au întâlnit la Budapesta, unde au fost trimiși de familiile lor, la singura școală specială pentru persoanele surdo-mute din zonă. Jelinek  a avut, de asemenea, doi frați. După nașterea lui Jelinek familia s-a mutat la Zagreb. Au locuit într-o zonă săracă a orașului. Deși mătușa lui Jelinek, din partea tatălui ei, a fost căsătorită cu un evreu bogat de origine zagrebiană, Jelinek a declarat că familia ei nu a beneficiat niciodată din acest punct de vedere. Mătușei lui Jelinek îi era rușine de fratele ei surdo-mut, astfel că atunci când familia lui Jelinek venea în vizită, aceasta îi primea în bucătărie pentru că, din ceea ce a povestit Jelinek, aceștia nu erau suficient de buni pentru a fi primiți în salonul pentru oaspeți. Acel moment a determinat-p pe Jelinek să lupte pentru o viață de succes. Umilința din copilăria săracă pe care a avut-o, a fost ca un stimulent pentru ea spre a atinge o viață decentă. Ea a absolvit Școala de Croitorie din Zagreb.

## Cariera și viața de mai târziu
Jelinek avea doar 17 ani când a început să lucreze în Paris, ca și croitoreasă, într-o fabrică a creatoarei de modă Nina Ricci. În timpul petrecut în Paris, Jelinek a întâlnit-o pe Coco Chanel, pentru care a lucrat o perioadă scurtă de timp. Din cauza celui de-Al Doilea Război Mondial, a revenit în Zagreb în 1939. În Zagreb și-a deschis un atelier de croitorie, unde a realizat îmbrăcăminte pentru familiile bogate de evrei. Jelinek a fost, de asemenea, dornică să învețe noi limbi străine. În 1941 s-a căsătorit cu primul ei soț zagrebian, dentistul Erich Jelinek. Din această căsătorie a avut doi copii, fiul Ivica și fiica Dijana.
Odată cu înființarea Statului Independent al Croației, în 1941, politica infamă ustașă a dus la deportarea fraților ei în lagăre, unde au murit amândoi, unul într-un lagăr de concentrare în Kerestinec și celălalt într-un lagăr de concentrare în Jadovno. În timp ce se afla în Sušak, unde s-a refugiat pentru a scăpa de persecuția ustașă și nazistă, Jelinek a aflat că părinții ei urmau să fie transportați în lagărul de concentrare de la Jasenovac. Aceasta a mers la un ofițer Italian, pe care l-a sedus, salvându-și astfel părinții de la deportare. În timpul războiului, Jelinek s-a alăturat partizanilor. După război, a început să lucreze din nou ca și croitoreasă, iar la vârsta de 40 de ani s-a mutat în Statele Unite ale americii.
În Statele Unite a continuat să fie croitoreasă, având foarte mare succes. Când s-a întors în Zagreb, Jelinek a aflat că soțul ei a părăsit-o pentru o servitoare. A continuat să muncească din greu și să călătorească prin lume. Toate acestea l-au deranjat pe Iosip Broz Tito. Tito a sunat-o și i-a spus că nu poate continua să călătorească și să-și promoveze modelele ca Žuži Jelinek, deoarece a considerat că acest lucru nu aduce niciun beneficiu pentru auto-gestionarea lucrătorilor din Iugoslavia. Astfel i s-a oferit postul de directoare al companie macedonene de modă Teteks. Jelinek a refuzat această ofertă, iar în 1962, în timpul unui discurs, Tito a prezentat-o ca un element negativ pentru Iugoslavia. I s-a impus să părăsească țara. Astfel s-a mutat cu copiii și părinții la Geneva. Odată ajunsă acolo, Jelinek a căutat ajutor, pe una din străzile orașului, în găsirea unei locuințe ieftine pentru ea și familia ei. La momentul morții ei, pe aceeași stradă, aceasta era proprietara a patru case. A revenit în Zagreb, în 1964, când Tito i-a permis să vină acasă. După reîntoarcerea ei, aceasta a realizat creații de modă pentru soția lui Tito, Jovanka Broz. În timpul carierei sale, Jelinek a vândut creații de modă în Statele Unite ale Americii, Japonia și Europa.
A fost autoarea a opt cărți și a fost, începând cu 1994, cronicar pentru revista croată pentru femei Gloria. Radio-televiziunea croată a realizat un documentar care povestește viața lui Jelinek din primii ani de sărăcie și mai târziu, perioada de succes. Cu câțiva ani înainte de moartea ei, Jelinek a primit o ofertă de la Steven Spielberg, care a vrut să facă un film despre viața ei. Se spune că a dorit să facă acest film deoarece a auzit o poveste despre o femeie evreică, care în timpul holocaustului și-a riscat viața pentru a-și salva părinții. În continuare Spielberg a invitat-o pe Jelinek să fie consilier-șef pentru film. În cele din urmă, deși ea a fost foarte flatată de ofertă, a refuzat, concluzionând că din cauza constrângerilor legate de timp, nu își putea permite să-și petreacă doi ani în Statele Unite ale Americii. Jelinek a locuit în Zagreb, Geneva și Opatija. S-a recăsătorit de încă trei ori, pe lângă prima căsătorie, ultimul ei soț fiind Milorad Ronkulin.
A fost un vechi membru în consiliul comunității evreiești din Zagreb.
A murit pe data de 23 ianuarie 2016, la vârsta de 95 de ani.

## Lucrări publicate
- Seks liječi sve, Profil, 2004
- Žene, osvajajte..., Znanje, 2010
- Mijenjaju li se muškarci, Znanje, 2011